# Fédération des coopératives agricoles de Berne et environs
La Fédération des coopératives agricoles de Berne et environs, appelée en allemand Verband Landwirtschaftlicher Genossenschaften von Bern und benachbarte Gebiete (VLG), est une coopérative agricole qui s'inscrit dans le mouvement de création de coopérative agricole suisse.
Cette fédération avait pour rôle de fédérer des coopératives dont l'objectif était à la fois de fournir aux agriculteurs les produits dont ils avaient besoin (engrais chimiques, produits pour combattre les maladies, matériel agricole) et de regrouper les produits des agriculteurs, pour les stocker et les distribuer, mais le plus souvent en proposant une transformation (blé en farine). 

## Histoire
La Fédération des coopératives agricoles de Berne et environs fut fondée en 1889. Elle est issue du mouvement moderne de création de coopérative agricole, que l'on fait remonter à la création d'une coopérative à Elsau dans le canton de Zurich en 1874. 
Cette coopérative a fusionné en 1993 avec 5 autres fédérations de coopératives agricoles suisses pour constituer la Fenaco. Les autres coopératives étaient la Fédération des coopératives agricoles de Suisse orientale (FOLG), l'Union des coopératives agricoles romande (UCAR) la VLGZ à Lucerne la NWV Solothurn, créée en 1905 et la FCA à Fribourg créée en 1907.
La Fédération des coopératives agricoles de Berne et environs, VLG a constitué avec la VOLG la principale fédération de coopérative suisse au XXe siècle.